# 東福寺村
東福寺村（とうふくじむら）は長野県更級郡にあった村。概ね現在の長野市篠ノ井東福寺・篠ノ井小森にあたる。

## 地理
- 河川：千曲川

## 歴史
- 1889年（明治22年）4月1日 - 町村制の施行により、東福寺村・小森村の区域をもって東福寺村が発足。
- 1950年（昭和25年）7月1日 - 篠ノ井町・川柳村と合併し、改めて篠ノ井町が発足。同日東福寺村廃止。
- 1951年（昭和26年）10月1日 - 旧村域の一部（道島・筏道下区）が埴科郡松代町に編入。